# إيملي جاكوبسون
إيملي جاكوبسون (بالإنجليزية: Emily Jacobson) هي مبارزة بالسيف أمريكية، ولدت في 2 ديسمبر 1985 في ديكاتور في الولايات المتحدة.

## وصلات خارجية
- إيملي جاكوبسون على موقع الاتحاد الدولي للمبارزة (الإنجليزية)
- إيملي جاكوبسون على موقع أوليمبيديا (الإنجليزية)